# Liceul Teoretic „Avram Iancu” din Brad
Liceul Teoretic „Avram Iancu” Brad (fost Colegiul Național „Avram Iancu” din Brad) este un liceu din Brad, județul Hunedoara, România. A fost fondat în anul 1869, ca gimnaziu, sub conducerea protopopului Moise Lazăr. Din 1920 își desfășoară activitatea într-o clădire nouă, monument istoric.

## Istoric

### În Imperiul Austriac
După revoluția din 1848 din Transilvania, în 1849 Ministerul de Culte și Instrucțiune Publică din Imperiul Austriac a redactat Proiectul de organizare a gimnaziilor și școlilor reale din Austria, proiect care a devenit lege în 1854, lege care permitea înființarea școlilor de către stat, de confesiunile religioase, de comune, de diferite societăți și de particulari. Andrei Șaguna a profitat de ocazie cerând înființarea a 6 gimnazii superioare (licee cu 8 clase, unul la Deva), a 6 gimnazii inferioare (gimnazii cu 4 clase, unul la Brad) și a 6 școli tehnice (una la Hațeg). Pentru înființarea unui gimnaziu era necesară aprobarea Ministerului de Culte și Instrucțiune, iar solicitantul trebuia să dovedească că are mijloace suficiente pentru susținerea lui pe mai mulți ani. În acel moment în Transilvania existau doar trei licee cu predare în limba română: Gimnaziul greco-catolic din Blaj (1738), Gimnaziul greco-catolic din Beiuș (1828) și Gimnaziul greco-ortodox din Brașov (1850). În 1863 avea să se înființeze și Gimnaziul greco-catolic grăniceresc românesc din Năsăud. Gimnaziile din Blaj și Beiuș erau confesionale și aparțineau de cultul greco-catolic. Gimnaziul din Brașov era confesional, patronat de Mitropolia Ortodoxă de la Sibiu. Gimnaziul din Năsăud era național, adică deschis oricărei confesiuni, dar patronat de Biserica Română Unită.

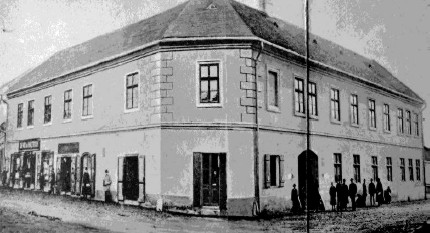
Clădirea veche a gimnaziului, demolată în 1964

Pentru realizarea gimnaziului era nevoie de un local. Cu prilejul unui sinod protopopesc de luare la cunoștință a dispozițiilor lui Șaguna privind învățământul, preoții George Bogdan din Brad, Ioan Ficher (Ficăr) din Ruda, Aron Suciu din Podele, Hențiu de la Rișca, Lazăr Comșa din Ribița și Ioachim Comșa din Zdrapți au discutat problema amical în localul lui Francisc Zawatsky. Auzind discuția, acesta le-a propus o casă a sa incendiată în 1848, dar care putea fi reparată, casă pe care ar vinde-o cu 2000 de florini (c. 0,6 kg aur) și uzufructul vieții sale și al soției sale asupra parterului. La 20 octombrie 1861 protopopul Ioan Bașa a prezentat în fața adunării comitatului Zarand cererea de înființare a gimnaziului, care a fost aprobată imediat, inclusiv organizarea unei colecte în acest scop. Colecta se adresa preoților din comunele comitatului, astfel că suma de 2000 de florini a fost defalcată în contribuții de 30–50 de florini, distribuite la cei 52 de preoți. Tot din contribuții ale unor particulari la 28 aprilie 1963 s-a cumpărat cu 16 700 de florini domeniul de la Mihăileni, scos la licitație de văduva Csiszar. Moșia a fost intabulată la fondul gimnaziului la 23 martie 1864, iar venitul ei urma să fie folosit tot pentru susținerea lui.
În 1854 Imperiul Austriac contractase un împrumut de stat, iar în 1858 comunele căzuseră de acord ca obligațiunile împrumutului să fie cedată pentru înființarea și întreținerea școlilor comunale. Tot la adunarea din 20 octombrie 1861 preotul Ioan Bașa a propus ca banii din acele obligațiuni să fie folosiți nu doar pentru școlile comunale, ci și pentru gimnaziul din Brad. Propunerea a fost bine primită la de nou-instalatele autorități române ale comitatului, în frunte cu Ioan Pipoș (comite suprem), Iosif Hodoș (vicecomite) și Amoș Frâncu sr. (protonotar). La 12 februarie 1862 Hodoș a repus chestiunea în fața adunării comitatului. Pentru obținerea obligațiunilor s-au convocat întruniri ale reprezentanților comunelor la Brad (20 februarie), Băița (4 martie) și Hălmagiu (18 martie). Obținând acordul de principiu al reprezentanților comunelor, Hodoș și cu Frâncu au mers în fiecare din cele 92 de comune fondatoare (din cele 95 ale comitatului) pentru a obține semnăturile tuturor celor implicați, nu doar ale reprezentanților lor. La 21 aprilie 1864 a fost înaintat locotenenței regale de la Buda raportul nr. 138 prin care se cerea înființarea gimnaziului din Brad, arătându-se că venitul din capitalul agonisit era de 5000 de florini pe an. Tot atunci s-a trimis decizia comunelor și cererea de a fi transcrise 175 de obligațiuni în valoare de 58 200 florini pe numele fondului gimnazial, la care dobânzile se ridicau la 3289 de florini. Împreună cu venitul domeniului de la Mihăileni se reliza suma de 5000 de florini, cât de fapt se cerea pentru aprobarea înființării. Aprobarea de principiu a înființării gimnaziului a venit imediat, prin ordinul 37287/13 mai 1864.
Între timp, între Ioan Pipoș și Andrei Șaguna a existat o corespondență privind statutul gimnaziului. Obligațiunile împrumutului de stat aparțineau întregii obști românești a comunelor (foștii iobagi, eliberați prin patenta din 1854), atât ortodocși, cât și uniți. Ca urmare, Pipoș și cu Hodoș susțineau ideea unui gimnaziu național, adică la care să aibă acces atât ortodocșii, cât și uniții, iar ambele confesiuni să contribuie la fondul gimnaziului cu obligațiunile lor. Propunerea a fost înaintată lui Andrei Șaguna la 18 februarie 1863, însă acesta, în calitate de garant în fața guvernului, la 9 martie a respins propunerea, cerându-i lui Ioan Bașa, în calitate de reprezentant al comisiei de înființare, ca gimnaziul să aibă un caracter confesional, greco-ortodox. În corespondența cu Pipoș de la 23 aprilie 1865 argumentul invocat de Andrei Șaguna era că legislația cu privire la învățământ fusese elaborată de iezuiți și proteja școlile confesionale, însă încă din 1852, prin circulara din 24 aprilie Șaguna interzisese înființarea de școli mixte cu uniții, deoarece, având în vedere că în Imperiul Austriac cultul ortodox aveau un statut inferior cultului unit, școlile puteau deveni mijloace ale prozelitismului uniat. Opoziția lui Șaguna a complicat situația, deoarece obligațiunile împrumutului de stat aparțineau și uniților, iar aceștia trebuiau desplătiți pentru cedarea lor. Până la urmă Pipoș și Hodoș au acceptat punctul de vedere al lui Andrei Șaguna.
Răspunsul locotenenței imperiale de la Buda a venit prin ordinul 2190/17 aprilie 1865 care a respins „deocamdată” aprobarea transcrierii obligațiunilor, justificarea fiind că aceste obligațiuni formează averea comunelor, avere din care trebuie să se acopere necesitățile comunelor, iar acestea ar putea renunța la ele doar dacă au o stare materială bună. Pentru demonstrarea stării materiale bune s-a cerut ca toate comunele să dovedească că și-au plătit toate dările și eventualele restanțe. Pretenția locotenenței imperiale viza împiedicarea înființării gimnaziului prin complicarea formalităților, însă Pipoș, Hodoș și cu Frâncu au luat de la început vizitele în cele 92 de comune și au rezolvat toate formalitățile, iar la 28 august 1866 au înaintat locotenenței imperiale raportul nr. 1434/1866 însoțit de toate actele cerute. În urma susținerii chestiunii în parlamentul de la Buda de către deputații români Iosif Hodoș și Sigismund Borlea și nemaiavând ce obiecta, la 25 noiembrie 1867 Ministerul de Interne de la Buda a aprobat transcrierea obligațiunilor, situație care a devenit oficială prin ordinul 70547/14 februarie 1868.

### În Austro–Ungaria
O ultimă problemă a fost aprobarea statutelor gimnaziului. După mai multe variante respinse de Șaguna, versiunea finală, conform legii XXXVIII (38) de la 1868, referitoare la învățământ, coroborată cu legea naționalitaților, a fost votată la 8 februarie 1869 de comisia școlară a Comitatului Zarand și aprobată de Ministerul de Culte și Instrucțiune prin ordinul 11387/14 iulie 1869. Cu această ocazie s-a fixat și denumirea oficială: „Gimnaziul greco-ortodox din Brad”. Gimnaziul și-a început activitatea la 30 septembrie 1869, dar inaugurarea festivă a avut loc doar la 21 mai 1870. Director al gimnaziului era protopopul comitatului Zarand, Moise Lazăr, întrucât între timp, în 1866, Iosif Bașa a decedat. Primii profesori au fost Georgiu Părău și Constantin Costin.
Inițial, în 1869, gimnaziul a început cu două clase, clasa I și a II-a. În anul școlar 1872-1873 a funcționat și clasa a V-a, dar în anul următor a fost obligat să revină la patru clase din lipsă de fonduri.
Prin legea de arondare administrativă din 1876, art. 33, Comitatul Zarand a fost desființat, plasa Brad — formată din contopirea plășilor Brad, Băița și Baia de Criș — fiind dată Comitatului Hunedoara, iar plasa Hălmagiu — Comitatului Arad, dar gimnaziul, nefiind de stat, ci confesional, și-a putut continua activitatea. Conform statutelor, gimnaziul era proprietatea protopopiatelor din Brad și Hălmagiu, iar cât timp gimnaziul avea doar clasele I–IV directorul său era protopopul Zarandului. După completarea cu clasele V–XII directorul urma să fie ales dintre profesorii calificați ai gimnaziului. În 1871 Moise Lazăr a devenit asesor în Consistoriul Arhidiecezan din Sibiu, în locul său fiind numit protopop al Zarandului — și implicit director al gimnaziului — Nicolau I. Mihelțianu. În 1884 a devenit director al gimnaziului protopresbiterul tractului Zarand Vasile Damian, care era profesor al gimnaziului din 1881. În anul 1891 acesta a renunțat la activitatea de profesor (a mai revenit ca profesor în perioada 1904–1907). Funcția de director a preluat-o prof. Georgiu Părău.
În perioada 1872–1883 au absolvit gimnaziul un număr de 124 tineri din diferite comitate ale Transilvaniei și Banatului. Între absolvenții gimnaziului au fost Enea Hodoș (în 1873), Pavel Oprișa (în 1877), Ioan Stoica din Ormindea (în 1878), Ioan Moța și Ioan Radu (în 1883).
Gimnaziul a beneficiat și de o serie de donații. Încă din 1853 Amoș Frâncu și-a donat remunerația de 500 de florini care i se cuvenea pentru demersurile (diurne, deplasări) făcute la cumpărarea domeniului Mihăileni. Iosif Hodoș a donat pentru biblioteca școlii peste 500 de cărți. Cea mai mare donație a venit din partea lui Teodor Pop, care și-a exprimat verbal, de față cu martori, dar n-a făcut un testament scris, dorința de a-și lăsa moștenire întreaga avere gimnaziului din Brad. După decesul său, la 10 iulie 1901, în urma negocierilor purtate de prof. dr. Ioan Radu însoțit de avocații dr. Gavril Cosma și Paul Papp din Beiuș cu cei ce aveau drepturi de moștenire s-a convenit ca din averea de 160 000 de coroane lăsată de Teodor Pop, suma de 120 000 de coroane (echivalent cu 36 kg aur) să revină gimnaziului. Aceasta a fost cea mai mare donație primită vreodată de acesta. De asemenea, gimnaziul a fost sprijinit și de Vasile Stroiescu, care în 1906 a depus la banca Albina suma de 100 000 de coroane (din cele 300 000 alocate școlilor românești din Ardeal) pentru terminarea noului local al gimnaziului, cu clauza că banii vor putea fi folosiți doar după realizarea acoperișului, pentru a stimula construcția la roșu din alte surse. Banii au fost folosiți în 1922, înainte de a se devaloriza.
Pentru a învinge greutățile materiale, la inițiativa cadrelor didactice s-au constituit o serie de fonduri cu destinații precise. În 1885 s-a constituit „Fondul elevilor morboși (nn. bolnavi) de la gimnaziul greco-ortodox din Brad”, având ca președinte pe prof. Ștefan Albu și casier pe Vasile Boneu. Alimentat prin cotizațiile membrilor, în anul școlar 1913/14 avea un capital de 17 733 de coroane, din care se cumpărau anual medicamente pentru membrii fondului în valoare de 200–400 coroane.
În 1904, din inițiativa lui Vasile Boneu s-a constitut fondul „Masa studenților”, din care să se achite gazdelor masa elevilor săraci dar cu rezultate bune la învățătură. Un fond asemănător a fost „Fondul de pâine”, după modelul celui al liceului de la Blaj, obiectivul său fiind asigurarea cel puțin a pâinii zilnice pe 5 zile din săptămână. Fondurile erau alimentate din donații oricât de mici, colecte, sume obținute la serbări, chiar și din cărțile donate de cei ce terminau un anumit an și nu mai aveau nevoie de ele. Fondurile, păstrate la Banca „Crișana”, avea un sold de doar câteva sute de coroane, deoarece erau fonduri de consum.
Tot în 1904 s-a înființat „Fondul Dr. Iosif Hodoș”, destinat premierii profesorilor autori de lucrări științifice, manuale școlare și conferințe. În 1906 s-a înființat „Fondul Prof. Dr. Pavel Oprișa și soția Eugenia”, destinat premierii elevilor.
În octombrie 1905 Gimnaziul a fost vizitat de Nicolae Iorga, venit incognito, deoarece în calitate de secretar al Ligii pentru Unitatea Culturală a tuturor Românilor era persona non grata în Austro–Ungaria. Acesta a apreciat sălile de clasă, biblioteca și muzeul (nn. laborator cu diferite exponate):
      „Gimnaziul se află într-o casă de târgoveț, cumpărată anume pentru acest scop. Văd un muzeu bunișor, o bibliotecă adunată cu gust și pricepere. Salele de clasă sunt încăpătoare și luminoase, înzestrate cu pupitre de cel mai nou model. E o plăcere să vezi șirurile de copii frumoși, curați și deosebit de cuminți, care învață carte românească în acest unghi de pământ strămoșesc stăpânit de străini. Un astfel de așezământ face mai mult pentru interesele cele mai mari ale neamului nostru decât două duzini de deputați naționaliști în camera de la Budapesta.”
Încă din 1862, în corespondența cu Șaguna, Pipoș insista să se înființeze un gimnaziu „mare”, adică cu clasele I–VIII (clasele V–XII actuale), aspect prevăzut în statutele din 1869, însă în epocă nu existau mijloacele materiale necesare. Primind donațiile lui Teodor Pop și Vasile Stroiescu, s-a pus din nou problema dezvoltării gimnaziului prin crearea claselor V–VIII (clasele IX–XII actuale), iar pentru asta era nevoie de un local nou. Din 1906 s-a reluat strângerea și a altor fonduri, iar construcția localului a început în anul 1913. Lucrările au fost întrerupte în 1914 pe durata Primului Război Mondial. În acea perioadă corpul didactic era format din directorul Ștefan Albu și profesorii Vasile Boneu, Pavel Oprișa, Ioan Radu, Ioan Cheri, Traian Suciu și Mihail Stoia.
Activitatea culturală a gimnaziului a fost intensă. Între anii 1877–1920 au fost publicate Programe (1877–1904 ) și Anuare (1905–1920), care erau niște reviste-magazin ce cuprindeau materiile predată, situația școlară a elevilor, rapoarte ale activității gimnaziului și diverse prelegeri scrise într-un limbaj accesibil, pe teme educative (Apel către părinți și educatori de Georgiu Părău, Ce e școala de Ioan Keri), istorice (Împăratul Traian ca binefăcător al poporului român de Pavel Oprișa), informative (Importanța limbii materne în învățământ și mijloacele ei și Băile de aur de la Brad de Traian Suciu) etc. Editate într-un tiraj relativ mic, de 300–500 de exemplare, ele se adresau părinților, învățătorilor, preoților și altor știutori de carte. Chiar și cei ce nu știau citi puteau fi informați ascultând cititul de către copiii de la școli. Cu ocazia serbărilor de început și sfârșit de an cele mai gustate erau reprezentațiile de teatru, fiind puse în scenă piese ca Nuntă țărănească și Chirița în Iași de Vasile Alecsandri, O noapte furtunoasă și O scrisoare pierdută de Ion Luca Caragiale. Timp de o jumătate de secol (1869–1918), gimnaziul din Brad a fost, pentru Zarand și Munții Apuseni, universitate, bibliotecă românească, teatru național, operă și societate corală, ateneu popular, sală de expoziții. Prin el s-a realizat tot ce s-a inițiat în această regiune din punct de vedere cultural-artistic.
Până în 1918 gimnaziul a avut 870 de absolvenți.

### În Regatul României
După Unirea Transilvaniei cu România din 1 decembrie 1918, în 1919 gimnaziul a devenit liceu și a primit numele lui Avram Iancu. În primăvara anului 1920 s-a reluat construcția noului local. În anul școlar 1919/20, avându-l ca director pe Ioan Radu, gimnaziul a avut clasele a V-a și a VI-a, dar în anul școlar 1920/21 a trebuit să rămână tot la acestea din lipsa cadrelor didactice pentru clasa a VII-a. Tot în anul școlar 1920/21 cursurile au fost mutate în localul nou, încă nefinisat, vechiul local fiind transformat în internat cu 39 de locuri. Localul nou a fost terminat, inclusiv electrificarea, în 1923, când gimnaziul a devenit liceu de stat, beneficiind de fondurile din bugetul statului, ceea ce a asigurat starea materială atât a liceului, cât și a profesorilor. Tot în 1923 liceul a scos prima promoție cu examen de bacalaureat. Acțiunile de dotare au continuat, următoarea sarcină fiind realizarea și dotarea unei săli de sport cu scenă, utilizabilă și ca sală festivă, respectiv sală de spectacole, obiectiv finalizat în 1928.

### După 1948
În anul 1948, prin Legea pentru reforma învățământului, adoptată prin Decretul 175/3 august 1948, liceul a fost desființat, în clădirile sale fiind înființate Institutul de Minereuri Neferoase Brad și Școala Medie Tehnică. În anul 1952 institutul a fost comasat împreună cu Institutul de Minereuri Feroase Timișoara (înființat și el în 1948) și cu Institutul de Geologie și Tehnică Minieră București, împreună formând Institutul de Mine din București. Ca urmare, se reînființează liceul și internatul, însă zestrea liceului este mutată la București. Tot în acea perioadă biblioteca liceului, care în perioada interbelică ajunsese la 30 000 de volume, a fost împrăștiată, ulterior ea fiind parțial refăcută prin donații ale profesorilor și foștilor elevi. În 1967 liceul își reprimește numele „Avram Iancu”.
În anul 1977,are loc aplicarea principilor enunțate la Congresul al XI-lea al PCR din noiembrie 1974 prin decretul nr.207 din 12 Iulie 1977, tipul liceului este schimbat din liceu teoretic în liceu industrial. Schimbarea are loc pentru a satisface cererea creșterii ponderii de licee industriale și agricole astfel încât acestea să cuprinda minim 70% din totalul elevilor.

### După 1989
În 1990, ca urmare a revoluției române din 1989 și a schimbării regimului politic, liceul „Avram Iancu” se întoarce la filiera de liceu teoretic urmând ca în septembrie 2001 să primească statutul prestigios de Colegiu Național.
În 2005, în sala în care a fost capela religioasă s-a amenajat un paraclis, având hramul „Sfinții Împărați Constantin și Elena”. În paraclis nu se țin slujbe religioase, ci doar ore de religie.
În 2018 datorită reducerii numărului de clase, lipsei celor două niveluri de învățământ necesare și a scăderii ratei de promovabilitate a examenului de bacalaureat, liceului brădean îi este revocat statutul de Colegiu Național si redevine Liceul Teoretic „Avram Iancu”.

Pisania paraclisului
Pictură din interiorul paraclisului
Pictură din interiorul paraclisului
Pictură din interiorul paraclisului

## Colectivul didactic
Începând cu anul 2021, directorul Liceului Teoretic „Avram Iancu” Brad este profesorul Ștefan Bogdan-Mihai.

Festivitate de absolvire, 2008
Interiorul unei săli de clasă

## Personalități ale gimnaziului și liceului
În decursul timpului în gimnaziu, respectiv în liceu, au activat o serie de profesori care au rămas în memoria elevilor.

### Nicolae Mihălțianu
Nicolae Mihălțianu (în ortografia folosită de el „Nicolau I. Mihĕlțianu”, pron. Mihălțan) (n. 1835 Vingard – d. 15 iulie 1881, Brad) a fost protopop al Zarandului și director al gimnaziului între 1871–1881. A studiat la Gimnaziul luteran din Sibiu și la Institutul teologic din Carloviț. Înainte de a veni la Brad a fost învățător la Rășinari, apoi preot la Brașov și profesor de religie la Gimnaziul greco-ortodox din Brașov. La gimnaziul din Brad a predat religia și gramatica. Pentru clasele a III-a și a IV-a a tipărit Gramatica limbii române, în care a combătut exagerările latiniștilor, susținând un sistem mai aproape de ortografia folosită în România, care ea însăși avea probleme cu trecerea textelor bisericești scrise cu caractere chirilice la alfabetul latin. În 1877 a inițiat publicarea Programelor, în primul număr apărând studiul său Cestiunea ortografiei române, în care a susținut o poziție mixtă, între ortografia fonetică, pe care o considera superioară, și ortografia latinistă a lui Timotei Cipariu, admisă temporar din considerente de unitate a scrierii.

### Vasile Damian
Vasile Damian (n. 6 martie 1855, Zlatna – d. 10 iunie  1919, Brad) a fost protopop al Zarandului și director al gimnaziului între 1884–1891. În anul 1891 a renunțat la activitatea de profesor (a mai revenit ca profesor în perioada 1904–1907). Între 1911–1913 s-a preocupat de noul local al gimnaziului, făcând demersuri către mitropolitul Ioan Mețianu.

### Vasile Boneu
Vasile Boneu (n. 6 februarie 1854, Borgo-Suseni  – d. 1926, Brad) a urmat școala elementară în satul natal (1862–1864) și la Prundu Bârgăului, apoi Gimnaziul greco-catolic grăniceresc românesc din Năsăud și Universitatea din Viena. După absolvire a fost repartizat la Școala normală din Bârlad (en), unde a ajuns director. În 1884 Vasile Damian l-a chemat la Brad, unde a predat în principal istorie și geografie, dar și limba germană, științe naturale, gimnastică și caligrafie. În timpul său cabinetul de istorie și geografie avea 30 de hărți, cîteva globuri pământești, 25 de tablouri istorice, 12 planșe geografice, iar muzeul de științe naturale avea 33 de piese pentru zoologie, 152 pentru botanică, 327 de piese pentru mineralogie. A fost profesor la gimnaziul din Brad timp de 40 de ani, între 1884/85–1823/24, mult peste durata obișnuită de 30 de ani după care erau pensionați profesorii școlilor confesionale, membri ai „Fondului de Pensiuni a Arhidiecezei greco-ortodoxe române din Ardeal”. Vechimea de 30 de ani a împlinit-o în 1813, însă în timpul Primului Război Mondial era lipsă de profesori, mulți dintre ei fiind mobilizați. A fost căsătorit cu Otilia, n. Feier 
Ca membru al Societății pentru Crearea Fondului de Teatru Român a organizat prima reprezentație teatrală pentru publicul din Brad cu piesa Iorgu de la Sadagura. A luat parte la înființarea Băncii „Crișana”, a „Reuniunii meseriașilor” și a „Reuniunii culturale”. A fost membru al „Asociațiunii pentru literatura română și cultura poporului român” din Sibiu, iar în cadrul despărțământului Brad al acesteia a ținut diferite prelegeri.

### Pavel Oprișa
Dr. phil. Pavel Oprișa (29 septembrie 1861, Țebea – mai 1937, Țebea) a fost profesor al liceului între 1890–1927 și director între 1904–1908. A predat istoria, limba română și limba latină. A început demersurile pentru clădirea noului local al gimnaziului și completarea lui cu clasele V–VIII. A fost decorat cu „Răsplata Muncii pentru Învățământ”.

### Traian Suciu
Dr. Traian Suciu (1877, Veneția de Jos – 1919, Brad) a urmat Gimnaziul greco-ortodox din Brașov și Universitatea din Cluj. A fost numit profesor la Brad în 1905, unde a predat limba română. A făcut studii asupra folclorului, publicate în anuarele gimnaziului din anii 1906, 1907 și 1909, pentru care a fost premiat din Fondul Dr. Iosif Hodoș. În 1914 a publicat studiul Băile de aur de la Brad. Ca membru al „Asociațiunii pentru literatura română și cultura poporului român” a susținut numeroase prelegeri în localitățile din zona Brad. În 1914 a fost mobilizat. În 1916–1917 a fost reținut și anchetat de poliția maghiară. Împreună cu dr. Ioan Cheri (maghiară Kéri), și el profesor al gimnaziului din Brad, a fost delegat la Marea Adunare Națională de la Alba Iulia din 1 decembrie 1918 din partea Reuniunii de cetire și cântări „Concordia” din Brad. Bolnav de tuberculoză, s-a stins la doar 41 de ani.

### Ioan Radu
Dr. mat. Ioan Radu (de la Brad) (n. 10 noiembrie 1866, Hărțăgani – d. 30 decembrie 1936, Brad) s-a născut ca fiu al lui Candin și al Sofiei Radu. Rămas orfan la 12 ani, este crescut de bunicul său, Anghel Radu. A urmat școala primară în satul natal (cl. I–II, 1875–1877) și la Brad (cl. III–IV, 1077–1879), apoi gimnaziul din Brad (1879–1983), unde i-a avut profesori pe Constantin Costin, Gheorghe Părău, Nicolae Mihălțianu, Nicolae Mărgineanu, Ștefan Albu și Vasile Damian. Cursul superior al gimnaziului l-a urmat la Liceul „Sfântul Vasile cel Mare” din Blaj, beneficiind de o bursă acordată de ASTRA și câștigându-și „costul” (masa) și „cvartirul” (cazarea) — în valoare de 35 de florini pe lună — dând meditații și lucrând în cancelaria unui avocat. În ultimul an a beneficiat și de o bursă a „Asociațiunii pentru literatura și cultura poporului român”. În 1887 și-a luat bacalaureatul cu mențiunea „eximio modo maturus”. Tot o bursă, din partea fundației Gojdu, în valoare de 200 de florini, i-a permis să urmeze Facultatea de Matematică și Fizică a Universității din Cluj (în limba maghiară), unde și-a luat licența în 1891. A fost repartizat la gimnaziul din Brad, dar a rămas încă un an la Cluj, ca bursier de stat la laboratorul de fizică, unde în 1892 și-a luat doctoratul cu lucrarea Căldura radiantă, fiind primul român care și-a luat doctoratul în această universitate. Între 1892-1934 a fost profesor la liceul din Brad. În 1920 i s-a oferit catedra de fizică de la Universitatea din Cluj, dar a preferat să rămână la Brad, unde a devenit director până în 1934, când s-a pensionat. În timpul său gimnaziul a devenit liceu cu clasele V–VIII, el fiind primul său director. În timpul său s-a definitivat construcția actualului local, s-au amenajat laboratoarele și sala de sport. Cu prilejul semicentenarului în 1920 a publicat prima monografie a gimnaziului.
A fost căsătorit cu Iolanda, n. Robotin, casa sa fiind locul de întâlnire al intelectualității din Brad. Între 1892–1918 a jucat în diferite piese de teatru, în beneficiul fondurilor „Masa studenților” și „Fondul morboșilor”. A fost președinte al despărțământului Brad al ASTRA și membru în consiliul științific al acesteia. A fost colaborator al Enciclopediei Române, a publicat articole în Calendarul ASTREI și în Anuarele liceului, lucrarea Punctele însemnate ale triunghiului sferic fiind premiată în 1891 de senatul Universității din Cluj. Ca membru al „Asociațiunii pentru literatura română și cultura poporului român” a susținut, alături de Traian Suciu, numeroase prelegeri (42 doar în anul 1906/7) în localitățile din zona Brad.
A fost delegat la adunarea din 1 decembrie 1918 de la Alba Iulia din partea din partea Gimnaziului greco-ortodox din Brad.

### Gheorghe Pârvu
Gheorghe Pârvu (n. 1882, Lugoj – d. 1965, Brad) a fost primul profesor de muzică al liceului. S-a format la școala lui Ion Vidu. A venit la Brad transferându-se de la Liceul „Aurel Vlaicu” din Orăștie, unde a fost profesor între 1919–1924. A organizat corul mixt al liceului din Brad, iar în 1930 fanfara societății Mica. Sprijinit de directorul Ioan Radu, a procurat instrumente muzicale și a adunat o bogată bibliotecă muzicală, care în urma celui de al Doilea Război Mondial și a transformărilor de după s-a pierdut, iar instrumentele au dispărut. A organizat formația de călușari a liceului, formație a cărei vătaf era prof. Nestor Lupei. Formațiile au susținut numeroase spectacole în împrejurimile Bradului.
Actual, casa sa este monument istoric, cod LMI HD-II-m-B-03266, fiind sediul Bibliotecii Municipale „Gheorghe Pârvu” din Brad,

### Valer Fugătă
Valer Fugătă (n. 15 iunie 1894, Luncoiu de Jos – d. 1968, Cluj) a fost fiul preotului din Luncoiu de Jos. Între 1905–1909 a urmat gimnaziul din Brad, apoi cele din Năsăud și Brașov. În continuare a urmat Seminarul teologic „Andreian” din Sibiu. Ca profesor practicant, între 1919–1920 a urmat la Universitatea din Cluj un curs de formare ca profesor de liceu. În afară de religie a predat și gimnastica, drept care s-a implicat în amenajarea sălii de sport. Ca director adjunct în timpul directorilor Ioan Radu și Candin Ciocan s-a ocupat în special de problemele administrative ale liceului și ale internatului, îndeplinind și îndatoriri de economist. A activat în societățile culturale Asociația corală, Casina Română, ASTRA. Era și instructorul formației de dansuri, fiind totodată și vătaful ei. Era căsătorit cu Rodica, fiica lui Ioan Radu.
La 4 noiembrie 1945, lui și lui Emil Fugătă le-au fost expropriate fără despăgubire proprietățile lor din Luncoiu de Jos, formate dintr-o casă de lemn cu trei camere, dependințele și terenul dimprejur de 0,4 ha, și încă patru bucăți de pământ, cu suprafața totală de circa 3,8 ha, în urma unei acuzații de „propagandă hitleristă”.
A fost cadru didactic al liceului până la desființarea sa din 1948, după care s-a retras la Cluj.

### Candin Ciocan
Candin Ciocan (n. 1895, Grosuri – d. 5 martie 1948, Brad) a urmat clasele I–III primare la Blăjeni, iar a IV-a și gimnaziul la Brad. Din 1911 a urmat Liceul greco-catolic din Blaj, unde în 1915 și-a susținut bacalaureatul. A fost mobilizat în armata austro-ungară, a luptat pe front și a fost rănit la Doberdò del Lago. În timpul recuperării la Viena a urmat trei semestre cursuri de fizică-chimie la Universitatea din Viena.  În 1919 și-a continuat studiile la Facultatea de Științe a Universității din București, pe care a absolvit-o în 1921. În 1922 a revenit la Brad, ca profesor la liceu, titularizat în 1924, unde a predat fizica și chimia. După pensionarea lui Ioan Radu, din 10 noiembrie 1932 a fost director al liceului până la moarte. A fost considerat extrem de harnic, corect și preocupat de bunul mers al liceului.
A fost Protopop al Bradului și dirigintele părintelui Arsenie Boca (Zian Boca) la liceul din Brad. 
A fost căsătorit cu Iuliana, n. Costea, având un fiu, pe Iulian-Sabin.

### Radu Moga Mânzat
Radu Moga Mânzat (n. 8 octombrie 1906, Sibiu – d. 1950, Brad) a fost profesor de desen și caligrafie la Liceul din Brad în perioada 1931–1948. Format la Școala Națională de Arte Frumoase din București, secția sculptură, a realizat numeroase busturi de bronz ale unor personalități ca Avram Iancu, Crișan, Ion Vidu, Mihai Eminescu. A fost decorat cu Ordinul Meritul Cultural și declarat cetățean de onoare al Bradului.